# Boogie, el aceitoso (película)
Boogie, el aceitoso es una película argentina de animación, acción y humor negro de 2009, basada en la tira cómica homónima creada por Roberto Fontanarrosa y producida por Illusion Studios —en su segundo largometraje— en asociación con la revista Proceso de México. La película sigue al afamado mercenario norteamericano «Boogie, el aceitoso» como custodio de Marcia Frog, quien es la única testigo en contra en el caso del mafioso Sony Calabria. Fue dirigida por Gustavo Cova y escrita por Marcelo Paez-Cubells, y cuenta con las voces de Pablo Echarri como Boogie y Nancy Duplaá como Marcia en Argentina, y por Jesús Ochoa (Boogie) y Susana Zabaleta (Marcia) en México.
Es considerada la primera película en 3D hecha en Argentina, así como la segunda de este tipo hecha en México. La película inicialmente se proyectó en varios festivales de cinematografía a nivel internacional alrededor de 2009, incluyendo el Festival de Cine de Zagreb y el Festival Internacional de Cine de Animación de Annecy. Posteriormente, se estrenó comercialmente el 22 de octubre de 2009, con la distribución para Argentina a cargo de Distribution Company, mientras que en México su lanzamiento, el 5 de marzo de 2010, quedó en manos de Corazón Films.

## Sinopsis
El soldado de la Guerra de Vietnam Boogie se está volviendo viejo y su fama de matón está en entredicho. Cuando el mafioso Sonny Calabria lo contempla para eliminar a Marcia, la testigo que podría enviarlo a prisión, Boogie es descartado por sus altas pretensiones (medio millón de dólares por hacer ese trabajo). Un asistente de Calabria lo convence de utilizar a otro asesino de métodos más modernos  y que pide menos dinero por el trabajo. Sin embargo, Boogie secuestra a Marcia y luego extorsiona a Calabria pidiéndole un millón de dólares a cambio de que Marcia no se presente a declarar. Calabria, después de haber fracasado en sus intentos por eliminar a Boogie (que ha eliminado a todos los matones enviados por el capo), decide recurrir a Blackburn para ejecutar a Boogie.

## Producción
Gustavo Cova fue contactado por José Luis Massa, dueño de Illusion Studios, quienes estaban trabajando en un proyecto de la película. Roberto Fontanarrosa, creador del personaje de historietas, había leído y editado un guion provisional. Fontanarrosa murió poco después, pero se decidió continuar con el proyecto. Cova consideró más tarde que podrían llegar a hacer el paso del cómic al cine siendo fieles al estilo de los personajes y al estilo del propio Fontanarrosa.  Consideró que la película hubiera sido grotesca si se hubiera hecho con actores, pero siendo humorístico funcionó mejor. 
La película tuvo un costo de dos millones y medio de dólares. 
A diferencia de las tiras cómicas , que están hechas con chistes cortos, la película no está hecha con una serie de planos cortos sino con una gran trama. Sin embargo, muchas de las tiras cómicas creadas por Fontanarrosa se incluyeron como parte de la trama. Boogie también carece en las tiras cómicas de una compañera femenina: aunque Marcia existe en esos medios, es sólo uno más de muchos otros personajes secundarios abusados o insultados por Boogie. El personaje de Marcia en la película recoge en un solo personaje situaciones de muchos otros. También fue diseñada como una femme fatale , a pesar de la falta de tales personajes en la obra de Fontanarrosa.

## Recepción
En Argentina, esta película se estrenó en el puesto #3 detrás de Surrogates y El secreto de sus ojos, recaudando $661.954 pesos argentinos. 
En IMDb la película tiene una puntuación de 6.4, en Filmaffinity tiene una puntuación de 5.6, y en Rotten Tomatoes tiene un porcentaje de 43% de aprobación.